# Gustavo Machaín
Gustavo Darío Machaín Uhalde (ur. 19 września 1965 w Montevideo) – urugwajski piłkarz występujący na pozycji środkowego obrońcy, trener piłkarski.